# Elizabeth Gilbert
Elizabeth Gilbert (n. 18 iulie 1969, Waterbury , Connecticut) este o autoare americană.

## Biografie
Gilbert a crescut în Connecticut, unde părinții ei conduc o școală.  Are o soră mai mare pe nume Catherine (căsătorită cu Catherine Murdock), care este și scriitoare. Elizabeth Gilbert a obținut o diplomă de licență, în anul 1991, în științe politice la New York University.
A urmat apoi o perioadă în care a avut diverse slujbe, de la bucătăreasă și chelneriță la editor și colaborator al unor reviste de prestigiu americane, toate găsindu-și locul în opere autoarei. A lucrat ca columnist pentru revistele Spin și Gentlemen's Quarterly (GQ). Ea a adus multă atenție barului din New York, Coyote Ugly, atunci când a relatat pentru GQ despre experiențele sale ca barman. Experiențele ei au stat la baza filmului Coyote Ugly.
Cariera literară a lui Gilbert a început în 1993, când revista Esquire a publicat una dintre nuvelele ei. În 1997 a fost publicată cartea de nuvele Pilgrims, care a primit Premiul Pushcart. A urmat trei ani mai târziu romanul Stern Men. The Last American Man, biografia despre Eustace Conway, a ajuns în finala National Book Award din 2002. Raportul de călătorie Eat Pray Love tratează experiențele lui Gilbert și călătoria de descoperire de sine în Lumea Veche din toamna anului 2003 până în vara anului 2004 și a fost publicat la doi ani după călătorie. Volumul său memorialistic a fost vândut în peste șapte milioane de exemplare și a fost tradus în peste 30 de limbi.  Patru ani mai târziu, în anul 2010, a fost ecranizat într-un film cu Julia Roberts în rolul Elizabeth, în rolul principal (Eat Pray Love, română Mănâncă, roagă-te, iubește).
Elizabeth Gilbert locuiește în Hudson Valley. Din 2007 până în 2016 a fost căsătorită cu José Nunes. În Eat Pray Love, ea descrie cum l-a cunoscut la sfârșitul călătoriei sale. Din iunie 2017, Gilbert a fost căsătorită cu muzicianul și regizorul Rayya Elias de origine siriană, care a murit de cancer în ianuarie 2018.

## Opere
- Pilgrims (1997)
- Stern Men, 2000
- The Last American Man, 2002
- Eat Pray Love, 2006
- Committed, 2010
- The Signature of All Thing , 2013
- Big Magic: Creative Living Beyond Fear.